# Francoski renesančni vrtovi
Vrtovi francoske renesanse so vrtni slog, prvotno navdihnjen z italijanskim renesančnim vrtom, ki se je kasneje razvil v veličastnejši in bolj formalni vrt à la française v času vladanja Ludvika XIV.
Leta 1495 so kralj Karel VIII. in njegovi plemiči po vojni v Italiji vrnili renesančni slog nazaj v Francijo.  Dosegel je svoj vrhunec v vrtovih kraljevih dvorcev Fontainebleau, Château-Gaillard v Amboiseju, Château de Blois in Château de Chenonceau.
Za francoske renesančne vrtove so bile značilne simetrične in geometrijske sadilne površine ali parterji, rastline v lončkih, poti iz gramoza in peska, terase, stopnišča in rampe, premikajoča se voda v obliki kanalov, kaskad in monumentalnih vodnjakov ter obsežna uporaba umetnih jam, labirintov in kipov mitoloških osebnosti. Postali so podaljšek dvorcev, ki so jih obkrožali in so bili zasnovani tako, da ponazorijo renesančne ideale mer in razmerij ter opomnijo gledalce na moč starega Rima. 

## Zgodovina

### Italijanski vplivi
V 13. stoletju je italijanski krajinski arhitekt Pietro de' Crescenzi napisal razpravo z naslovom Opus Ruralium Commodium, ki je pripravila formalni načrt za vrtove, okrašene z oblikovanimi drevesnimi skulpturami, drevesi in grmovjem, obrezanim v arhitekturne oblike, po tradiciji, ki so jo začeli Rimljani. Francoski kralj Karel V. je leta 1373 naročil francoski prevod, v Franciji pa se je začel pojavljati novi italijanski slog .
Drug vplivni pisatelj je bil Leon Battista Alberti (1404–1472), ki je leta 1450 napisal traktat De re aedificatoria za Lorenza Medičejskega, uporabil je geometrijska načela Vitruvija za oblikovanje fasad in vrtov. Predlagal je, da bi morala hiša gledati čez vrt in da bi moral imeti vrt »portike za dajanje senc, ogrodja, kjer na marmornih stebrih raste vinska trta in da bi morale biti vaze in celo zabavni kipi, pod pogojem, da niso obsceni«. 
Arhitekt Bramante (1444–1544) je v svoji zasnovi vrtov Belvedere v Rimu predstavil idejo perspektive, ki je uporabljala dolgo os, ki je bila pravokotna na palačo, po kateri je postavil parterje in fontane.  To je postalo osrednja značilnost renesančnih vrtov.
Priljubljen roman meniha Francesca Colonne, objavljen v Benetkah leta 1499, imenovan Sanje Polifila, alegorično potovanje popotnika Polifila v fantastične dežele v iskanju njegove ljubezni, Polije, je imel velik vpliv na vrtove tistega časa. Zamisli o »vrtu-otoku« v jezeru, kot je tisti v vrtovih Boboli v Firencah, o kipih velikanov, ki prihajajo iz zemlje v parku vile de Pratolino in tema labirinta, so bile vzete iz namišljena potovanja Polifila. Vsi ti elementi naj bi se pojavili v francoskih renesančnih vrtovih.

### Rojstni kraj renesanse v Franciji: Château-Gaillard Amboise
Leta 1495 je Karel VIII. zasedel kraljestvo Neapelj in on in njegov dvor sta videla razkošje palač in vrtov v Italiji. Ko se je leta 1496 vrnil v Francijo, je prepričal in pripeljal s seboj 22 italijanskih umetnikov, med njimi meniha in mojstra vrtnarja iz Neaplja z imenom Pacello da Mercogliano. V Amboiseu so se odločili za posnetek čudes Toskane in izbrali 15 hektarjev zemlje v obliki amfiteatra v središču mesta, da bi uresničili kraljeve sanje o Poggioreale. 
Karel VIII. je naročil gradnjo Château-Gaillard Amboise in Dom Pacello, izbral to kraljevski dom za uvedbo in aklimatizacijo prvih pomarančevcev v Franciji. Ustvarjal trate, cvetlične postelje in nastavil  svoj »Arte del Verde« in prvič v Franciji uspešno uvedel italijanske vrtove. Uporabil je Château-Gaillard Amboise kot eksperimentalni laboratorij za svoje inovacije: ustvaril je novo sorto sliv, ki jih je imenoval kraljica Claude in uporabil zelo specifično tehniko, kot so pol-sodi kot škatle za sadilne drevesa.
Vrtovi Château-Gaillard Amboise so »manjkajoča povezava« med srednjeveškimi samostanskimi vrtovi in prihodnjimi formalnimi francoskimi vrtovi. Dom Pacello prilagaja italijanski slog parquet - vrsto majhnih kvadratnih kosov vrtnih izumov in krasi vegetacijo z uporabo bodike namesto pušpana kot naravne ograje.
- Pacellian parquets
- pogled na Grand Parterres
- Kraljeva oranžerija Château-Gaillard Amboise
- Oranžerija
- Oranževci

### Vrtovi Château d'Amboise, Blois, Gaillon in Bury
V začetku 16. stoletja je tudi kralj Franc I. obiskal Italijo, kjer se je srečal z Leonardom da Vincijem in zgradil vrtove v novem slogu na treh terasah različnih nivojev, ki so jih obdajali stari zidovi njegovega dvorca Blois (Château de Blois). Poleg parterjev cvetja, so vrtovi pridelali široko paleto zelenjave in sadja, vključno z oranževci in limonovci v zabojih, ki so jih pozimi prenesli v zaprte prostore. Stavba, ki jih je zaščitila, še vedno stoji in je bila prva oranžerija v Franciji. Vrtovi so bili na mestu današnjega trga Victor-Hugo in na lokaciji železniške postaje. Zadnje ostanke vrta so leta 1890 uničili z izgradnjo avenije Victor-Hugo.
Približno ob istem času je Mercogliano oblikoval vrtove za Château de Gaillon, ki je bil v lasti kardinala Georgesa d'Amboiseja, ministra kralja Henrika IV. Vrtovi, zgrajeni na različnih ravneh pod starim srednjeveškim dvorcem, so bili zasajeni v parterjih cvetov in sadnih dreves. Parter na vhodu v vrt je imel cvetni grb Francije. Grmi so bili obrezani v oblike ljudi na konjih, ladij in ptic. Okrašen je bila tudi z marmornatimi fontanami. 
Vrtove Château de Bury so med letoma 1511 in 1524 zgradili Florimont Robertet, državni sekretar za Ludvika XII. in Franca I. Robertet je obiskal vilo Mediči v Fiesolu in hotel kopirati terasaste vrtove, ki jih je tam videl. Grad, ki se je oddaljil od tradicionalnega oblikovanja gradov, je bil tesno povezan z njegovimi vrtovi. Obiskovalci so skozi kvadratni vrt v dvorcu prešli v dva geometrijska vrta za dvorcem, okrašena z vodnjaki in obdana z leseno galerijo. Os je potekala od vhoda do kapele na skrajnem koncu vrta. Kot italijanski renesančni vrtovi so vrtovi Buryja ležali na robu hriba, z lepim razgledom na gozd Bloisa . V središču dvorišča je Robertet postavil bronasto kopijo Michelangelovega Davida, ki mu ga je dala Florentinska republika.

### Vrtovi Fontainebleau
Vrtove v palači Fontainebleau (Château de Fontainebleau), ki stoji v gozdu, ki je bil lovski rezervat francoskih kapetinskih kraljev, je leta 1528 ustvaril Franc I. Francoski. Na vrtu so bile fontane, parterji, gozd borovcev, ki so ga prinesli iz Provanse in prva umetna jama v Franciji leta 1541. Katarina Medičejska je naročila kopije bronastih kipov, ki so krasili Belvedere v Rimu. Michelangelov kip Herleja pri počitku naj bi krasil vrt jezera. Leta 1594 je Henrik IV. dodal majhen otok v jezeru z vodnjakom, povezan z mostom. 

### Vrtovi Chenonceau
Château de Chenonceau je imel dva ločena vrtova, prvi nastal leta 1551 za Diane de Poitiers, najljubša kralju Henriku II., s teraso, ki se dviguje nad reko Cher, razdeljen na oddelke, z bazenom v sredini.

### Vrtovi Saint-Germaine-en-Laye
Vrtovi Château de Saint-Germain-en-Laye so označili začetek prehoda v nov slog, ki bi ga imenovali vrtovi à la française. Vrt je leta 1595 postavil kraljevi vrtnar Charles Mollet za Henrika IV.

## Kronologija francoskih renesančnih vrtov
- Château d'Amboise (1495)
- Dvorec Blois (1499) - (vrtovi so bili uničeni v 19. stoletju.)
- Château de Gaillon (1502 to 1550)
- Château de Bury-en-Blesois (1511–1520)
- Château de Chenonceau, (1515–1589) vrtovi Diane de Poitiers (1551) in Katarine Medičejske (1560)
- Graščina Chantilly (1524)
- Palača Fontainebleau (1528–1447)
- Dvorec Saint-Maur (1536)
- Château d'Anet (1536)
- Dvorec Saint-Germain-en-Laye (1539–1547) - stari in novi dvorec in vrtovi
- Château de Villandry (1536)
- Montceaux-les-Maux (1549–1560)
- Château de Vallery (1550)
- La Bastie d'Urfe (1551)
- Château de Dampierre-sur-Boutonne (1552–1600)
- Château de Charleval (1560)
- Tuilerijska palača in vrtovi (1564–1593)
- Château de Verneuil (1565)
- Château d'Anet (1582) novi vrtovi.
- Palača Fontainebleau (1594–1609) novi vrtovi Clauda Molleta
- Tuilerijski vrtovi v Parizu (1599) Claudea Molleta, Delorma, Duperaca
- Vrtovi Luksemburške palače v Parizu (1612–1630)

### Modernna izvedba
- Vrt Château d'Ambleville